# Ашиль ван Аккер
Ашиль ван Аккер (8 квітня 1898 , Брюгге  — 10 липня 1975 , Брюгге ) — бельгійський політик, тричі прем'єр-міністр Бельгії — у 1945–1946, 1946 та 1954–1958 роках. Член Бельгійської соціалістичної партії, яка до Другої світової війни була відомою як Бельгійська робітнича партія.

## Біографія
Ашиль ван Аккер народився у багатодітній родині, не мав систематичної освіти. 1926 року увійшов до складу міської ради Брюгге, наступного року був обраний до Палати представників бельгійського парламенту. Під час Другої світової війни був організатором і першим керівником підпільної Соціалістичної партії, створеної на базі Робітничої партії. У 1945-46 роках двічі був прем'єр-міністром (формально тричі, перші два рази безперервно), проте нетривалий час. У різні часи також мав портфелі міністрів праці та соціального захисту, охорони здоров'я та у справах гірничої промисловості. У 1954-58 роках знову очолював уряд. У 1961-74 роках був спікером палати представників.